# Halophila
Halophila es un género  de plantas acuáticas de la familia Hydrocharitaceae. Es originario de las regiones costeras tropicales y subtropicales del mundo. Comprende 32 especies descritas y de estas, solo 20 aceptadas.

## Descripción
Son plantas perennes sumergidas, monoicas o dioicas. Tallos estoloníferos, enraizándose en los nudos, con 2 escamas, una abrazando el rizoma y la otra el vástago, a veces con otro par de escamas entre la base del vástago y los pecíolos. Hojas generalmente diferenciadas en lámina y pecíolo, dispuestas en pares en el vástago, seudoverticiladas o dísticas; lámina linear-lanceolada a ovada, el margen entero o serrulado. Flores unisexuales. Espata de las flores estaminadas difila, acostillada, sésil, con 1 flor pediculada; tépalos 3; estambres 3, las anteras sésiles, 2-4-loculares. Espata de las flores pistiladas difila, acostillada, sésil, con 1 flor sésil o casi sésil; tépalos 3, muy reducidos o ausentes; ovario 1-locular; estilos 3-5. Fruto ovoide o globoso, indehiscente; semillas globosas, la testa lisa o reticulada.  Marinas; ampliamente distribuidas en todos los mares tropicales y subtropicales del mundo.

## Taxonomía
El género fue descrito por Louis Marie Aubert Du Petit-Thouars y publicado en Genera Nova Madagascariensia 2: 2. 1806. La especie tipo es: Halophila madagascariensis Steud.
Etimología
La palabra halophila está formada con los términos griegos halos (sal) y phila (amante de), por lo que literalmente significa "amante de la sal".

## Especies aceptadas
A continuación se brinda un listado de las especies del género Halophila aceptadas hasta septiembre de 2014, ordenadas alfabéticamente. Para cada una se indica el nombre binomial seguido del autor. abreviado según las convenciones y usos.	  
- Halophila australis Doty & B.C.Stone
- Halophila baillonis Asch. ex Dickie
- Halophila beccarii Asch.
- Halophila capricorni Larkum
- Halophila decipiens Ostenf.
- Halophila engelmannii Asch. in G.B.von Neumayer
- Halophila gaudichaudii J.Kuo
- Halophila hawaiiana Doty & B.C.Stone
- Halophila japonica M.Uchimura & E.J.Faye
- Halophila johnsonii Eiseman
- Halophila major (Zoll.) Miq.
- Halophila mikii J.Kuo
- Halophila minor (Zoll.) Hartog
- Halophila nipponica J.Kuo
- Halophila okinawensis J.Kuo
- Halophila ovalis (R.Br.) Hook.f.
- Halophila spinulosa (R.Br.) Asch. in G.B.von Neumayer
- Halophila stipulacea (Forssk.) Asch.
- Halophila sulawesii J.Kuo
- Halophila tricostata M.Greenway